# Ortrud Overkott
Ortrud Overkott (n. 1914) es un botánico y profesor alemán.

## Algunas publicaciones
- k. Scessexguth, ortrud Overkott. 1941.  Einige neue und bemerkenswerte Rhamnaceen. Repert. Spec. Nov. 50: 326-328

- k. Scessexguth, ortrud Overkott. 1940. B. Neue Amarantaceen aus Rhodesia und Angola. Mit einer Úbersicht der Gattung Pandiaka Hook. f. Bot. Arch. 41: 72-85

### Libros
- h. Roessler, ortrud Overkott. 1967. Scrophulariaceae, en PFSWA 126:1-59

- adolf Walz, ortrud Overkott. 1966. Physik für Realschulen und verwandte Schulformen ( Física para las escuelas secundarias y otros tipos de escuelas). Ed. Schroedel. 368 pp.

- gustav Peter, ortrud Overkott. 1953. Chemie: ein Lern- und Arbeitsbuch für mittlere Schulen ( Química: un tutorial y cuaderno de ejercicios para las escuelas intermedias). Ed. Schroedel. 192 pp.

- --------------------, ---------------------------. 1952. Physik: Ein Lern- und Arbeitsbuch für Mittelschulen. In einem Bande mit 396 Abb. 2ª edición de Schroedel, 226 pp.

- ortrud Overkott. 1939. Über die Aufnahme von Kohlensäure durch die Wurzeln grüner Pflanzen ( La absorción de dióxido de carbono por las raíces de las plantas verdes). Ed. München. 55 pp.

- La abreviatura «Overkott ex Overk.» se emplea para indicar a Ortrud Overkott como autoridad en la descripción y clasificación científica de los vegetales.[1]